# Матешко Анастасія Анатоліївна
Анастасі́я Анато́ліївна Мате́шко, до шлюбу Походе́нко (нар. 14 вересня 1976, Київ) — українська акторка, режисерка та письменниця.

## Життєпис
Народилася в сім'ї художників. Закінчила Київський інститут театрального мистецтва ім. Карпенка-Карого (1999).
Викладала в модельній агенції. Поезія Анастасії Матешко публікувалася з 1986 року.
Живе у Києві. Одружена з режисером Анатолієм Матешком.

## Фільмографія
Серед інших, Анастасія Матешко грала в наступних фільмах та телесеріалах:
- 2000 — День народження Буржуя (секретарка Оксана)
- 2001 — День народження Буржуя 2 (секретарка Оксана)
- 2013 — F63.9 Хвороба кохання
- 2015 — Captum
- 2019 — Фокстер і Макс